# ساپورت

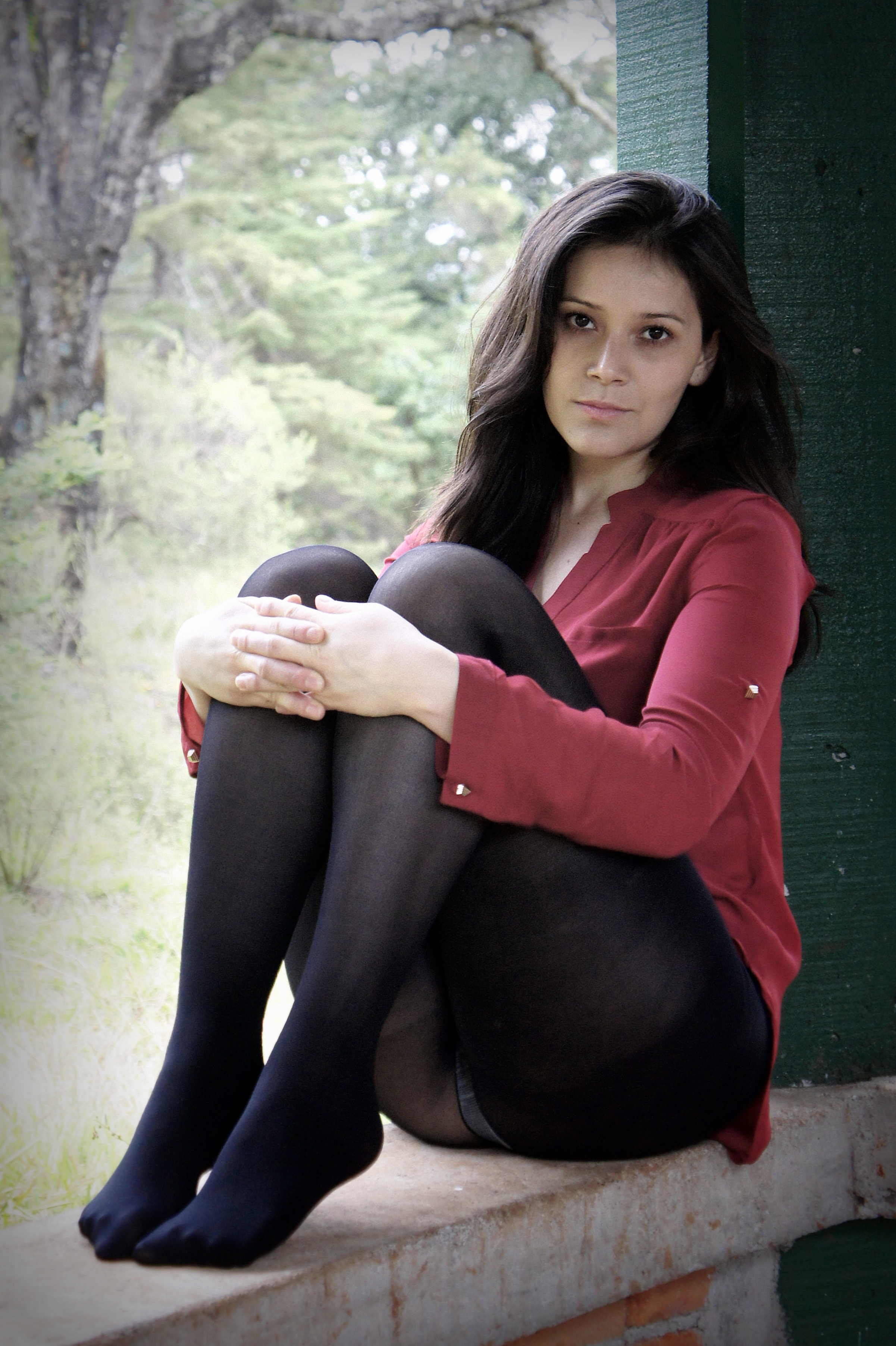
یک ساپورت مشکی مات

ساپورت، نوعی لباس چسبنده است که اغلب، بدن را از کمر تا نوک انگشتان پا می‌پوشاند. این لباس‌ها از مواد گوناگونی مانند نایلون، پنبه، پشم، ابریشم یا مواد دیگر در سبک‌های مختلف مات، شفاف، ضخیم، نازک یا ترکیبی از سبک‌ها ساخته می‌شوند.
زمانی‌که این کش‌باف تنها از ابریشم ساخته می‌شد، جوراب ساق بلند محسوب می‌شد. هنگامی‌که هر تکه جداگانه جوراب برای هر پا به یک شورت بافته شدند و یک لباس یک‌پارچه ساخته شد که تمام پایین‌تنه (از نوک پا) را تا کمر می‌پوشاند، اصطلاح آمریکایی جوراب شلواری ابداع شد. واژه «جوراب شلواری» (pantyhose) از این واقعیت ناشی می‌شود که یک شورت (panty) به یک جفت جوراب (hose) همه به هم وصل شده‌اند و مانند یک شلوار کاربرد پیدا کرده‌اند؛ بنابراین گاهی ساپورت با جوراب شلواری به جای یکدیگر استفاده می‌شوند.
امروزه تفاوت بین ساپورت و جوراب شلواری در وزن نخ استفاده شده و تراکم یا سفتی بافت لباس‌ها مشخص می‌شود. ساپورت معمولاً از مواد ضخیم‌تر و مات‌تر از جوراب شلواری ساخته می‌شود، درحالی که جوراب شلواری اغلب از مواد نازک‌تر و شفاف‌تر تشکیل شده‌است. به همین دلیل ساپورت، جوراب شلواری ضخیم نیز نامیده شده‌است.
کاربردهای ساپورت در گرم نگه داشتن پاها، جلوگیری از سائیدگی در فعالیت‌هایی مانند ورزش، یا برای زیبایی و مد است.

## اصطلاح‌شناسی
این لباس در ایران به عنوان ساپورت شناخته می‌شود و برخی از جمله مسئولان دولت در ایران، این پوشش را مغایر با حجاب و پوشش اسلامی زنان می‌دانند. همچنین گاهی با اصطلاح جوراب شلواری به یک منظور استفاده می‌شوند.
در انگلیسی بریتانیایی، واژه جوراب شلواری (pantyhose) معمولا کاربرد ندارد و این نوع لباس‌ها با واژه تایتز (Tights) نام‌برده می‌شوند. جوراب شلواری در انگلیسی آمریکایی استفاده می‌شود.